# Illia Mykhalchyk

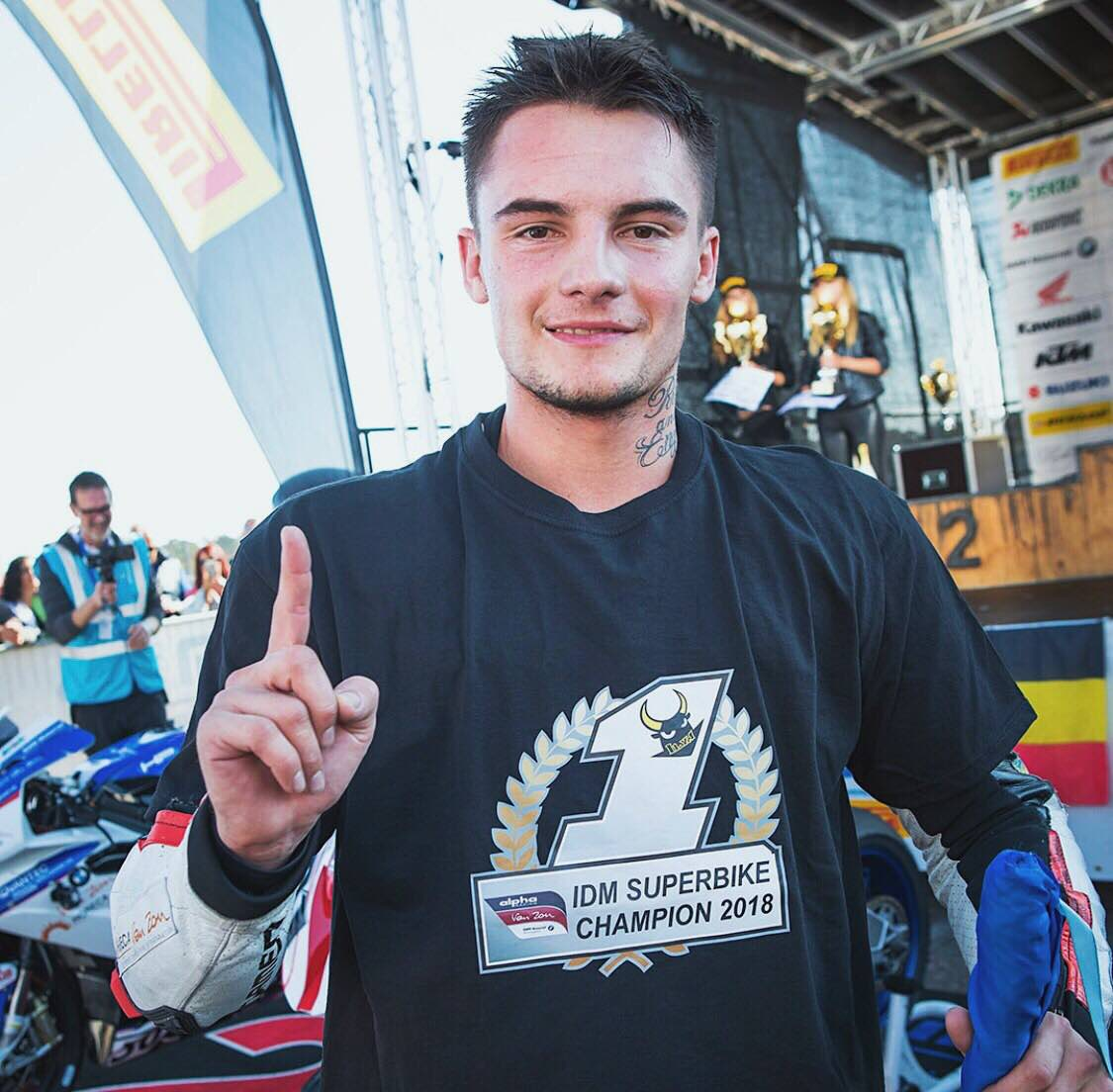
Mykhalchyk op de Hockenheimring Baden-Württemberg in 2018.

Illia Mykhalchyk (Oekraïens: Ілля Михальчик, Illja Mychaltschyk, Kiev, 17 augustus 1996) is een Oekraïens motorcoureur.

## Carrière
Mykhalchyk maakte in 2012 zijn debuut in de European Junior Cup op een KTM, waarin hij in de laatste race op het Circuit Magny-Cours een podiumplaats behaalde. Met 50 punten werd hij tiende in het kampioenschap. In 2013 reed hij op een Honda en was een tiende plaats in de seizoensopener op het Motorland Aragón zijn beste resultaat. Hij werd met 19 punten twintigste in de eindstand.
In 2014 stapte Mykhalchyk over naar het European Superstock 600 Championship, waarin hij op een Kawasaki reed. Twee vierde plaatsen op het Autódromo Internacional do Algarve en Magny-Cours waren zijn beste resultaten. Met 61 punten werd hij zesde in het klassement. In 2015 bleef hij actief in deze klasse en behaalde zijn beste klassering met een vijfde plaats in de seizoensfinale op Magny-Cours. Met 33 punten zakte hij naar de dertiende plaats in de eindrangschikking.
In 2016 debuteerde Mykhalchyk in het wereldkampioenschap Supersport, waarin hij op een Kawasaki deelnam aan de Europese races. Een zesde plaats in Assen was zijn beste resultaat en hij werd met 39 punten vijftiende in de eindstand. In 2017 kwam hij uit in de FIM Superstock 1000 Cup op een Kawasaki. In de seizoensfinale op het Circuito Permanente de Jerez behaalde hij zijn enige podiumplaats. Met 66 punten werd hij negende in het kampioenschap.
In 2018 maakte Mykhalchyk zijn debuut in het Duits kampioenschap superbike op een BMW. Hij won dat jaar negen overwinningen uit veertien races en stond hiernaast nog viermaal op het podium. Met 314 punten werd hij kampioen in de klasse. In 2019 won hij elf van de vijftien races en behaalde hiernaast nog twee podiumfinishes. Met 320 punten wist hij zijn titel overtuigend te prolongeren. Sinds het seizoen 2019-2020 neemt hij ook deel aan het FIM Endurance World Championship voor het fabrieksteam van BMW. Hierin behaalde hij podiumplaatsen in de Bol d'Or en op het Sepang International Circuit. Het team werd dat jaar zesde in de eindstand.
In 2020 kwam Mykhalchyk opnieuw uit in het Duits kampioenschap superbike. Alle races werden dat jaar gewonnen door kampioen Jonas Folger, en Mykhalchyk eindigde in zeven van de acht races op het podium. Met 143 punten werd hij tweede in de eindstand. In 2021 won hij vier van de tien races waar hij aan deelnam en behaalde nog drie andere podiumfinishes. Met 176 punten werd hij voor de derde keer kampioen in de klasse.
In 2022 debuteerde Mykhalchyk in het wereldkampioenschap superbike op een BMW in de seizoensopener op Aragón als vervanger van de geblesseerde Michael van der Mark. Hij werd in de hoofdraces achtste en vijftiende, maar in de superpolerace wist hij de finish niet te halen.